# هیچم الوآری
هیچم الوآری (انگلیسی: Hicham Elouaari؛ زادهٔ ۱۷ ژوئیهٔ ۱۹۸۶) بازیکن فوتبال اهل فرانسه است.
از باشگاه‌هایی که در آن بازی کرده‌است می‌توان به باشگاه فوتبال استاد رنس اشاره کرد.